# Poggio-di-Nazza
Poggio-di-Nazza (en cors U Poghju di Nazza) és un municipi francès, situat a la regió de Còrsega, al departament d'Alta Còrsega. L'any 2004 tenia 194 habitants.

## Demografia
| 1962 | 1968 | 1975 | 1982 | 1990 | 1999 |
| ---- | ---- | ---- | ---- | ---- | ---- |
| 288  | 305  | 288  | 224  | 165  | 185  |

## Administració
| Període   | Identitat         | Partit | Qualitat |  |
| --------- | ----------------- | ------ | -------- |  |
| 1995-2008 | Francis Guidici   | UDF    |          |  |
| 2008-     | Jean-Noel Guidici | DVD    |          |  |